# Jean-Baptiste Colbert
Jean-Baptiste Colbert (29. srpna 1619, Remeš – 6. září 1683, Paříž) byl nejprve osobním sekretářem kardinála Mazarina a po jeho smrti se stal v roce 1661 francouzským ministrem financí za vlády Ludvíka XIV.

## Dílo
Jean-Baptiste Colbert začal zavádět ve Francii hospodářskou teorii merkantilismu, ve které viděl jedinou cestu pro oživení francouzské ekonomiky. Příslovečný byl Colbertův protekcionismus francouzského trhu, který chránil zavedením vysokých cel na dovážené zboží. Podporoval zakládání manufaktur, rozšiřování dopravní sítě či budování nových přístavů a průplavů. Za jeho působení bylo vybudováno silné obchodní a válečné loďstvo, takže Francie se stala třetí světovou námořní velmocí, která usilovala o nové kolonie a realizovala se především v Severní Americe, Přední Indii, Indonésii a Madagaskaru. Byly založeny Východoindická a Západoindická společnost.
Byl osvícencem a zavrhoval nadvládu papežského stolce. Založil mnoho vědeckých a uměleckých institucí, k nimž patří např. Francouzská akademie věd, botanická zahrada, hvězdárna... Sbíral umělecké památky a rozšířil královskou knihovnu.

## Rodina
Byl otcem markýze de Seignelay, který byl za Ludvíka XIV. ministrem námořnictva a dokončil jím započaté dílo tzv. Code Noir. Jeho bratrem byl markýz de Croissy, jenž za stejného panovníka zastával úřad ministra zahraničí (1680–1696). Po Charlesovi byl ministrem zahraničí i jeho nejstarší syn markýz de Torcy (1696–1715). Jean-Baptistův druhorozený syn Jacques Nicolas, byl arcibiskup rouenský. Všichni tito příbuzní vděčili za své postavení právě Jean-Baptistovi, který byl u Ludvíka XIV. velmi oblíben a považoval jej za svého nejvěrnějšího a nejpoctivějšího spolupracovníka. Po roce 1680 ale Colbertův vliv na krále opadnul.     